# Ципра, Мило
 Мило Ципра  (хорв. Milo Cipra; 13 ноября 1906, Вареш — 9 августа 1985, Загреб) — хорватский композитор.

## Биография
Учился у Ф. Дугана, Франа Лхотки и Благое Берса в Музыкальной академии (окончил в 1933 году) в Загребе, там же преподавал (с 1949 года — профессор, в 1961 — 1971 годах — декан композиторского факультета). Автор музыкально-критических статей. В ранних произведениях опирался на национальный фольклор, в дальнейшем обратился к неоклассицизму, примыкал к авангардистам.
Произведения
- Кантата о человеке (хорв. Kantata о covjeku, 1958), лирическая кантата для голоса и камерного оркестра Времена года (хорв. Godisnja doba, 1959);
- для оркестра — 2 симфонии (I. simfonija, 1948; II. Simfonija, 1952), концертино для струнных (1956), симфонические поэмы Леда (хорв. Leda, 1965) и Диалоги (хорв. Dijalozi, 1967);
- Дубровницкий дивертисмент для камерного оркестра (1956);
- Путь солнца (хорв. Suncev put) для духового оркестра, фортепиано, арфы и ударных (1959);
- камерно-инструментальные ансамбли;
- произведения для фортепиано;
- хоры;
- романсы;
- музыка к спектаклям драматического театра и кинофильмов.